# Mastrus fumipennis
Mastrus fumipennis là một loài tò vò trong họ Ichneumonidae.